# Bambois (toponyme)
Banbois (ou Bambois), dans la plupart des patois des Vosges bambô [bɑ̃bo:],, désigne dans le Massif des Vosges, mais aussi en Suisse (cantons du Jura, et de Berne), en Belgique,, et en Franche-Comté, une partie de la forêt qui est mise en ban ou en défens. De ce fait, le bambois est une partie de forêt soumise à des règles d’exploitation par opposition aux rapailles. Elle servait généralement à entretenir les édifices publics. Le pâturage et les défrichements y étaient généralement interdits. Le terme « bambois » est synonyme de « bois banni » ou « d’embannie ».

## Origine, usages et répartition

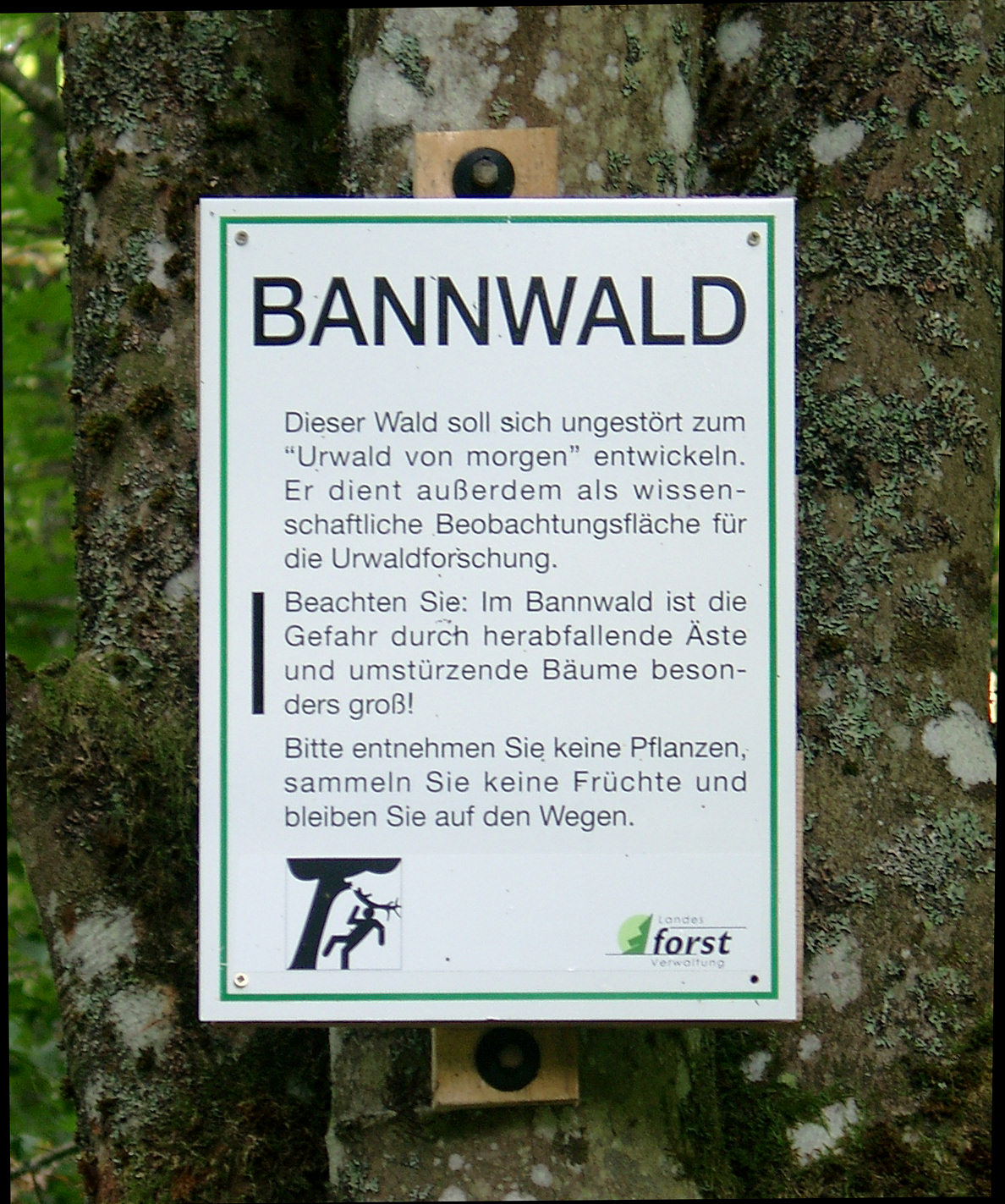
Panneau en Allemagne avec définition et interdiction de ramassage : « Cette Bannwald doit être préservée et développée au titre de « forêt naturelle d'origine ». Elle sert en outre de terrain d'étude scientifique pour la recherche forestière. Soyez prudent : dans la Bannwald, le danger de chute de branches et d'arbres est particulièrement élevé. Veuillez s'il-vous-plait, ne pas arracher les plantes, ne pas cueillir les fruits et rester sur les chemins. »

Banbois est la transcription du terme féodal allemand Bannwald qui signifie « forêt mise en ban » ou « bois appartenant au ban ». Le terme français ban est d'ailleurs issu du vieux bas francique *ban pour désigner une « loi dont la non-observance entraîne une peine » (ancien haut allemand ban « commandement sous menace de peine, défense, juridiction et son domaine »).
Contrairement au terme régional français bambois tombé en désuétude, le terme Bannwald est resté en usage en Allemagne et en Autriche. En Autriche, selon le code forestier de 1975, §§ 21, il a gardé son sens initial de « mise en défens » et désigne aujourd'hui une forme encore plus stricte de la forêt protégée. En Allemagne, il prend des sens différents suivant les Länder. En Bade-Wurtemberg, Bannwald est très usité et désigne des réserves naturelles intégrales (Totalreservate) avec une législation très restrictive.
Le terme allemand est attesté sur le flanc alsacien du massif vosgien ; on le retrouve notamment dans les pièces d'archives et les livres de comptes de l'abbaye de Munster qui indique que les Bannwäldt se situaient à Metzeral et à Soultzeren. Les bambois munstériens représentaient 9 % de la surface forestière.
Le terme est attesté dans les différents secteurs du massif vosgien comme sur le côté welche en Alsace, dans le pays d'Épinal,, dans la moyenne vallée de la Meurthe,, mais encore dans la Vôge dans le pays de Darney. Il est bien représenté dans l'arrondissement de Remiremont en direction des crêtes,,.
La commission de toponymie de l'IGN a également relevé le terme bambous, apparenté à bambois et usité en Moselle . En réalité, l'élément -bous [bu:] (il ne faut pas prononcer le s, purement graphique par imitation du s de bois et ajouté pour faciliter l'identification du mot patois) correspond à la forme dialectale du mot bois dans les patois lorrains du nord-est, tandis qu'en vosgien la forme patoisante est bo [bo:]. Le dictionnaire des patois romans de Léon Zéliqzon l'atteste sous cette même forme avec la même définition (bois mis en ban ou en défens). Il évoque deux prononciations pour le secteur d'étude qui l'occupe, à savoir le pays messin en plaine, les Vosges mosellanes et le plateau sous-vosgien : [bɑ̃buː] ou [bɑ̃bo:].
Dans les départements des Vosges, de la Haute Marne, de la Haute-Saône, du Doubs et du Jura on trouve, dans la toponymie, une forme francisée en "Bois Banal". Le terme "banal" n'a, a priori, pas de lien direct avec le droit seigneurial de banalité mais s'en inspirerait par métonymie de par le caractère collectif des équipements qui en relevaient (four banal, moulin banal, pressoir banal...).
À l'ancien terme régional de banbois répond le terme français banlieue, de structure identique, ancienne coutume de droit féodal signifiant « espace (d'environ une lieue) autour d'une ville, dans lequel l'autorité faisait proclamer les bans et avait juridiction ». Il se superpose lui aussi à un terme germanique, moyen haut allemand banmile, composé des éléments ban- et -mile qui a donné en allemand Meile « lieue ».

## Fonction et part des forêts communales
D'un côté comme de l'autre des crêtes vosgiennes, indépendamment de la langue des administrés, on constate une démarche identique dans l'affectation des forêts selon les besoins, il s'agit d'un zonage qui confère à la forêt un rôle multifonctionnel.
Le village est entouré comme une couronne par :
- les terres cultivées ;
- les basses rapailles (environ 61 % du territoire) : broussailles de hêtres, de bouleaux et de bois dégradés où l'on pratique la vaine pâture ;
- les hautes rapailles (environ 35 % du territoire) : bois où on a le droit d'affouage. Les bois de charpente sont pris dans ce secteur ;
- et enfin le banbois (environ 4,5 % du territoire) : bois strictement réservé à la communauté pour l'entretien des bâtiments publics, il est mis aux dépens, donc il y est interdit de défricher ou de pratiquer le pâturage[31].

On retrouve ce zonage à Vagney en 1764 avec les mêmes proportions. La commune voisine de Zainvillers a affecté un site escarpé de son territoire en bambois pour pouvoir entretenir le pont qui enjambe la Moselotte pour aller à Vagney. 
Même si globalement un bambois était destiné à alimenter en bois les travaux publics, chaque communauté attribuait une fonction très précise à un bambois.

## Liste des banbois et bambois

### Vosges
- Bambois, commune de Tendon
- Le Bambois, commune de Cheniménil, Mossoux
- Le Bambois, commune de Raon-l'Étape
- Le Bambois, commune de Taintrux
- Le Banbois, commune de Gerbépal
- Le Bambois, commune de Basse-sur-le-Rupt, Planois
- Banbois d'Urbainroche, commune de Rochesson
- Banbois de Bouvacôte, commune du Haut du Tôt
- Bambois, commune de Saulxures-sur-Moselotte, Bâmont
- Banbois de Fresse, commune de Julienrupt
- Le Banbois, écart Le Vic, vallee de la Petite Meurthe
- Chemin du Bambois, rue de la commune de La Bresse[35]
- Banbois de Crémanvillers, commune de Vagney
- Le Banbois, commune de Sapois
- Le Bambois, commune de Basse-sur-le-Rupt
- Le Bambois, commune de Gerbamont[36]

Dans les Vosges alsaciennes, Bambois, hameau à Plaine et Bambois, lieu-dit près de Rothau.

### Suisse romande
- Le Bambois ou Le Banbois commune de Undervelier (Il en existe deux dans cette commune)
- Le Banbois ou Le Bambois, commune de Courroux (Il en existe deux dans cette commune)
- Le Banbois ou Le Baimbo, commune de Bonfol
- Le Banbois ou Le Bambois, commune de Courchapoix
- Le Banbois, commune de Epiquerez
- Le Banbois ou Le Bambois, commune de Vermes
- Le Banbois ou Le Banné, commune de Porrentruy
- Le Banbois ou Le Bonné, commune de Damphreux
- Le Bambois, commune de Delémont